# Битка при Левктра
Битката при Левктра (в Беотия, Централна Гърция) е сражение между Спарта и Тива през 371 г. пр.н.е. Тежкото поражение на спартанците води до трайно отслабване на техния град и краткотраен възход на Тива като първостепенна сила в Елада.
Битката при Левктра, наред с битката при Мантинея от 362 г. пр.н.е., е широко възприета като революция във военната тактика, практикувана в Елада още от VI и V в. пр.н.е. Беотийският пълководец Епаминонд нарежда бойците си в строй, далеч по-дълбок от общоприетия, настъпва косо и се стреми първо да унищожи главната сила на противника си, преди да се разправи с остатъка от неприятелската войска. Алтернативната гледна точка за Левктра е, че повечето от тактическите прийоми на противниците в тази битка са били развити още по време на Пелопонеската и Коринтската война и други предхождащи тази битка конфликти.

## Предистория
Битката се състои на 6 юли (според различна датировка – на 5 август) 371 г. пр.н.е. в равнината край Левктра, югозападно от Тива, където беотийската армия пресреща нахлулите спартанци и царя им Клеомброт. Спартанците предприемат нашествието, водени от желанието си да обезсилят Тива като разтурят Беотийския съюз, възстановен от тиванците в предходните осем години войни. Преди това в Спарта се състоят преговори, които водят до помирение на спартанците с доскорошния съюзник на Тива – Атина. Преговорите със самите тиванци обаче пропадат, когато техният пратеник Епаминонд настоява да положи клетва от името на всички беотийци. С това спартанците получават претекст  да нахлуят в Беотия, представяйки се като защитници на независимостта на останалите беотийски градове от Тива.
Основните източници за тези и последвалите събития са Ксенофонт (съчинението му „Гръцка история“) и Плутарх (животописа на Пелопид), допълнени от Павзаний, Корнелий Непот и Полиен.
В очакване на нашествието откъм Фокида, където се намира Клеомбротовата армия, тиванците преграждат с основните си сили главния път през Западна Беотия край Коронея. По-малки отряди са оставени да пазят проходите на планините Хеликон (от запад) и Китерон (откъм Пелопонес). Клеомброт повежда войската си първоначално към Коронея, но после променя маршрута си, обхожда беотийската армия поо планински пътеки и влиза в пристанището Кревсис (на Коринтския залив) като разпръсва слабата охрана и пленява базираната там беотийска флотилия. От Кревсис той поема към Тива, но спира край Левктра, недалеч от Теспия, където тиванците с Епаминонд вече го чакат.

## Битката
Клеомброт разполага своите 10 000 бойци във фаланга, разделена на две крила. Вляво са съюзниците на Спарта. По традиция, дясното крило е заето от най-силните войски – лакедемонците, на брой около 2 000. Те са строени в 12 редици, сред тях е и самият цар. Клеомброт има и 1 000 конници, които превъзхождат беотийските по брой, но им отстъпват по бойни умения.
Тиванският предводител Епаминонд и колегите му беотарси разчитат на 7 000 хоплити – ветерани от предходните войни – и 600 конници. На воините от Теспия, които не желаят да се бият и поради това са неблагонадеждни, е позволено да се оттеглят. Противно на обичая, Епаминонд застава с най-силните си бойци  – вероятно около 4 000 души в дълбок строй от 50 редици – не вдясно, а на лявото крило срещу Клеомброт и главните сили на врага. Начело на тази ударна група са конницата и Свещеният отряд – елитна част от 300 бойци, която действа самостоятелно от останалата армия под командването на Пелопид. Останалите беотийски хоплити се подреждат вдясно в по-плитък и, съответно, по-удължен строй. В началото на битката те следват Епаминонд с по-бавно темпо като по този начин изостават и отлагат сблъсъка със спартанските съюзници,  но със заплахата си им попречват да се притекат на помощ на Клеомброт.
Предугаждайки намеренията на Епаминонд, Клеомброт  се опитва да му противодейства като разтегли дясното си крило, за да обхване дълбоката, но тясна, тиванска колона откъм уязвимия ѝ фланг. За да спечели време за това преустройство, спартанският цар изпраща срещу противника конницата си. Още при първия сблъсък обаче тя се обръща в бягство и, преследвана от беотийските конници, се врязва сред собствените си пехотинци и разбърква строя им. Възползвайки се от този момент, Пелопид напада стремително със Свещения отряд и приковава спартанската фаланга, преди да е успяла да се престрои. Клеомброт загива още в началото на сражението. Спартанците са окончателно сломени, когато самият Епаминонд ги атакува с останалата част от ударната колона. След този разгром спартанските съюзници на левия фланг на Клеомбротовата войска, по начало без желание да се жертват за Спарта, отстъпват още при първия сблъсък с беотийците.

## Последици
В битката при Левктра спартанците дават  1 000 убити. Освен цар Клеомброт, сред падналите са и 400 от общо 700 пълноправни граждани (спартиати), а останалите воини са деморализирани. При вестта за поражението Спарта събира и изпраща в Беотия нова армия, която спасява разбитата при Левктра войска от пълно унищожение, но се оттегля след като тиванците на свой ред повикват на помощ съюзника си Язон от Фере. Това дава възможност на Тива да довърши обединението на Беотия, като скоро след победата при Левктра подчинява град Орхомен. От своя страна, след Левктра Спарта бързо губи господстващото си положение в Пелопонес като редица от доскорошните ѝ подчинени градове обръщат оръжието си срещу нея. Така Тива заема мястото на Спарта като водеща сила в Елада през 60-те години на IV в. пр.н.е.